# 崔瑀
崔 瑀（チェ・ウ、大定6年（1166年） - 淳祐9年11月5日（1249年12月10日））は、高麗の武臣・重臣。武臣政権の第6代執権者。本名は瑀であったが、後に怡に改名した。

## 生涯
崔忠献の長男として生まれた。熙宗7年（1211年）、国王熙宗が崔忠献の殺害を試みた際、父を救出した。この挙事に失敗した熙宗は廃位され、明宗の太子であった康宗が擁立された。高宗6年（1219年）9月に崔忠献が死去すると、枢密院副使として権力を承継した。執権当初は民心を得ようと父が集めた宝物を王室に献納し、先代に奪い取った土地と財産をすべて元の主人に返すという行動を見せた。また寒士を登用し、民衆を苦しめた官吏を配流に処したり、罷免させた。 
高宗9年（1222年）、参知政事・吏部兼兵部尚書・判御史台使となり、名実共に独裁者の地位を固めた。この頃、モンゴルの使者が頻繁に来訪して貢物を要求するなど横暴がひどくなると、北辺の諸城と開京の羅城を修築し、モンゴルの侵入に備えた。高宗12年（1225年）1月、モンゴルの使者が帰国途中、鴨緑江辺で不明の怪漢に襲われ殺害される事件が発生し、これを高麗の仕業と見なしたモンゴルとの関係は断絶された。同年6月、自宅に政房を設置して朝廷の人事権を掌握し、書房も新設して文臣や名士を懐柔する一方、家兵を増強させた。
高宗14年（1227年）3月、側近であり占い師の周演之が一部武臣と謀って崔瑀を害し、前王熙宗を復位させようとする試みが発覚すると、熙宗は再び追放され江華島に移し、周演之などは南海へ追い出して海に溺死させた。翌年に高宗から鼇戴鎮国功臣の号を受けた。権勢が大きくなるにつれて傲慢になり、度々専横を極めて自宅近くの民家数百戸を撤去し、その敷地に撃毬場を作って世間の恨みを買ったが、王室は彼を処罰できなかった。高宗18年（1231年）、妻の死別に際して王后の礼として葬儀を行った。同年、サリクタイの率いるモンゴル軍が高麗に大挙侵入し、朝廷では軍を三分して防御させたが、崔瑀は自分の家兵を惜しむために地方の盗賊を買収して官職を与え、臨戦させる態度で一貫した。モンゴル軍が開京に隣接する礼成江まで迫って殺戮と略奪を重ねる事態に至ると、サリクタイに使者を派遣して宴会を催したり、賄賂を捧げながらなだめた末に撤退させた。
しかし、開京防御の弱点が露見することに不安を感じた崔瑀は遷都を計画した。朝廷内外の世論は遷都に否定的な気流が強かったが、反対論を抑えた崔瑀の主導により、ついに高宗19年（1232年）7月に江華島への遷都が強行され、新都を江都と称した。同時にモンゴルが高麗各地に派遣していた72人のダルガチ（達魯花赤）らを殺害する措置が取られた。江華島への遷都とダルガチ殺害を抗命として受け入れたモンゴルは再び高麗を攻撃しており、崔氏政権が崩壊するまで高麗朝廷の「出陸還都」を名分に周期的に侵入し、全国土が荒れ果てる結果を招いた。
遷都後は晋陽侯に封じられたが、新都を造成する過程で無理な資材の調達と人力の徴発により、弊害がひどかった。遷都に際しては官庁の車100台余りを押収して崔氏一家の財産を江華島へ移すのに使用し、酷寒に陸地から五葉松を持って来て崔瑀の私邸にある庭園を構えるほどだった。高宗29年（1242年）、晋陽公に陞爵され食邑が加わった。晩年には本土がモンゴル軍に蹂躙される中でも傍観したまま、宴会や奢侈に明け暮れていた。
高宗36年（1249年）、死去。匡烈公に追贈された。